# Law & Order: UK (seizoen 4)
Dit artikel vat het vierde seizoen van Law & Order: UK samen. Dit seizoen liep van 21 maart 2011 tot en met 11 april 2011 en bevatte zes afleveringen.

## Hoofdrollen
- Bradley Walsh - rechercheur Ronnie Brooks
- Jamie Bamber - rechercheur Matt Devlin
- Harriet Walter - hoofd recherche Natalie Chandler
- Freema Agyeman - hulpofficier van justitie Alesha Phillips
- Ben Daniels - eerste hulpofficier van justitie James Steel
- Bill Paterson - officier van justitie George Castle

## Terugkerende rollen
- Nicola Sanderson - Joy Ackroyd

## Afleveringen
| Nr. | Aflevering | Titel        | Regisseur          | Schrijver(s)       | Selectie gastrollen | Uitzenddatum  |  |
| --- | ---------- | ------------ | ------------------ | ------------------ | --- | ------------- |  |
| 21 | 1          | ID           | Andy Goddard       | Emilia di Girolamo | Nicola Walker - Daniela Renzo Matthew McNulty - Joe Nash / Billy Wells Isla Blair - Carla Hopley Benedict Wong - Eli Smart                                                          | 21 maart 2011 |  |
| Deze aflevering is gebaseerd op Promises to Keep. Wanneer een zwangere vrouw vermoord wordt gevonden op een parkeerplaats gaan Brooks en Devlin op onderzoek uit. Zij denken dat de moord gepleegd is uit emotie en verdenken daarom als eerste haar ex-vriend, maar als hij een waterdicht alibi kan overleggen moeten zij toch verder zoeken. Dan komen zij uit bij Joe Nash, haar huidige vriend, die hen vertelt dat hij ten tijde van de moord bij zijn psychiater was vanwege zijn slaapproblemen. Brooks gelooft dat Nash toch nog iets verbergt voor de politie, dit vanwege zijn rare gedrag en dat hij een ex-gevangene is. Als Nash gearresteerd wordt voor de moord bekent hij dat zijn echte naam Billy Wells is, en dat zijn nieuwe identiteit geregeld is door het ministerie van justitie. Dit nadat hij zijn straf had uitgezeten voor moord op zijn leraar toen hij elf jaar oud was. Dan herroept hij ineens zijn verklaring dat hij Billy Wells is, dit om zijn betrokkenheid te verbergen bij een samenzwering. Het wordt snel duidelijk dat bij deze samenzwering ook hooggeplaatste functionarissen zitten die dit geheim willen houden.                                                                                                 |            |              |                    |                    | |               |  |
| 22 | 2          | Denial       | Robert Del Maestro | Catherine Tregenna | Juliet Stevenson - Rachel Callaghan John McArdle - Dan Callaghan Georgina Rich - Lindsay Callaghan Terence Harvey - Simon Wheeler Diana Quick - rechter Hall                        | 14 maart 2011 |  |
| Deze aflevering is gebaseerd op DNR. Wanneer op Rachel Callaghan, een bekende rechter, een moordaanslag plaatsvindt in de ondergrondse parkeergarage van haar woning gaan Brooks en Devlin op onderzoek uit. Zij denken op het eerste gezicht dat de moordaanslag gepleegd werd na een uit de hand gelopen carjacking, later vinden zij de auto van de rechter terug en arresteren de man die de auto wilde verkopen. Hij beschuldigt ene Eddie van de moordaanslag, dan ontdekken de rechercheurs dat Eddie ingehuurd was om de rechter te vermoorden. Tevens vermoeden de rechercheurs dat de echtgenoot van de rechter, Dan, ook betrokken is bij de moordaanslag op zijn vrouw. Ondanks de sterke bewijzen van de betrokkenheid van haar echtgenoot weigert zijn vrouw dit te geloven, en blijft ze hem verdedigen. Tevens stopt zij met het nemen van haar medicijnen wat haar het leven zal kosten, Steel wil nu snel toestemming krijgen van de rechter om haar te ondervragen voordat zij sterft. Als zij dan een zelfmoordpoging doet wil Steel haar geestelijk onbekwaam laten verklaren, de rechter gaat echter hierin niet in mee. George Castle moet nu kiezen tussen de vriendschap met de rechter of de waarheid over wat er precies gebeurd is. |            |              |                    |                    | |               |  |
| 23 | 3          | Shaken       | Paul Wilmshurst    | Emila Di Girolamo  | Jemma Redgrave - Helena Marsden Pooky Quesnel - Andrea Raines Tony Hirst - Michael Raines Sally Leonard - Suzanne Raines Rebecca Night - Leila Merton Adetomiwa Edun - Lloyd Benson | 4 april 2011  |  |
| Deze aflevering is gebaseerd op Homesick. Nadat een baby dood in zijn wieg wordt gevonden, wordt er op het eerste gezicht van uitgegaan dat de baby aan wiegendood is overleden. Na autopsie worden echter tekenen gevonden dat de baby is overleden aan shakenbabysyndroom, hierop worden Brooks en Devlin op het onderzoek gezet. Als de babysitter Leila Merton verklaart de 24 uur voor de dood van de baby als enige bij hem was, wordt zij al snel aangemerkt als verdachte. Maar de zaak wordt al snel gecompliceerd als blijkt dat er toch meerdere mensen in de laatste 24 uur in het huis zijn geweest. Als blijkt dat de vriend Lloyd Benson van de babysitter onder verdenking staat van de kinderbescherming voor mishandeling van zijn vierjarig neefje, wordt hij ook verdacht van de dood van de baby. Dan wordt snel duidelijk dat Merton op de fatale dag er niet helemaal met haar hoofd bij was, en een vlugge reactie op een klein ongelukje kan de fatale dood van de baby hebben veroorzaakt. Phillips en Steel besluiten om zowel Merton als Benson aan te klagen voor de dood van de baby, uiteindelijk wordt door een leugen duidelijk wie verantwoordelijk is voor de dood van de baby.                                              |            |              |                    |                    | |               |  |
| 24 | 4          | Duty Of Care | Julian Holmes      | Debbie O'Malley    | Beatie Edney - Megan Parnell Oliver Dimsdale - Dominic Peck George Anton - dr. Roddy Armitage Geoffrey Leesley - Mike Harris Diana Quick - rechter Hall                             | 28 maart 2011 |  |
| Deze aflevering is gebaseerd op Endurance. Door een woningbrand boven een winkel is een jonge moeder genoodzaakt om zonder haar gehandicapte zoon te vluchten, hierdoor sterft haar zoon in de brand. Brooks en Devlin verdenken als eerste de winkeleigenaar van de brand, dit nadat hij zijn brandverzekering verhoogd had. Later wordt duidelijk dat de moeder de brand heeft gesticht, dit omdat zij dacht dat haar zoon was overleden en ze wilde zo ook haar leven beëindigen. Tijdens de rechtszaak tegen de moeder wil de advocaat van haar de jury ervan proberen overtuigen dat zij niet verantwoordelijk is voor de brand, ook als dit ten koste gaat van de waarheid. Phillips en Steel ontdekken al snel dat de advocaat koste wat kost zijn cliënt vrij wil krijgen. |            |              |                    |                    | |               |  |
| 25 | 5          | Help         | James Strong       | Terry Cafolla      | Lorcan Cranitch - Mike Jones Eddie Marsan - Jason Peters David Kennedy - Don Marsh Matti Houghton - Jennifer Nichols                                                                | 7 maart 2011  |  |
| Deze aflevering is gebaseerd op We Like Mike. Wanneer voetballer Robbie Nichols langs zijn auto vermoord wordt gevonden gaan Brooks en Devlin op onderzoek uit. De bewijzen leiden hen naar Mike Jones, die het slachtoffer hielp bij het verwisselen van een autoband tijdens zijn dood. Nu Jones een verdachte is voor de moord op Nichols richten de rechercheurs hun onderzoek op hem, zij ontdekken dat Jones een grote gokker is en dat hij een woekeraar veel geld schuldig is. De woekeraar werkt voor harde criminelen en de rechercheurs denken nu dat de criminelen achter de moord zitten op Nichols. De aanklagers moeten nu proberen om Jones te laten getuigen in de rechtbank tegen harde criminelen, ook als dit zijn leven kan kosten. |            |              |                    |                    | |               |  |
| 26 | 6          | Skeletons    | Andy Goddard       | Catherine Tregenna | Tobias Menzies - Samuel Cain Genevieve O'Reilly - Claudia Martin Jude Akuwudike - Marcus Wright Terence Maynard - Mick Monroe Crispin Redman - rechter Rory Richards                | 11 april 2011 |  |
| Deze aflevering is gebaseerd op Trophy. Na een reeks moorden met dezelfde werkwijze en motieven denken Brooks en Devlin dat Andrew Dillon de dader is. Dillon pleegde zes jaar geleden op dezelfde manier een reeks moorden, nu kan hij de moorden niet gepleegd hebben omdat hij gevangen zit voor de eerdere moorden. Dan komen de rechercheurs een andere man, Marcus Wright, op het spoor, het lijkt erop dat Wright ook de moorden van zes jaar geleden heeft gepleegd. Tijdens de ondervraging van Wright vertelt hij aan de rechercheurs dat hij de moorden heeft gepleegd in opdracht van God. Mocht Wright verantwoordelijk zijn voor de moorden van nu en zes jaar geleden wil dit zeggen dat Dillon al die tijd onschuldig heeft vastgezeten. Steel wordt nu verweten dat hij in de zaak tegen Dillon bewust bewijs heeft achtergehouden, hij moet nu vechten voor zijn carrière en vrijheid. |            |              |                    |                    | |               |  |